# Benna Moe
Benna Olufine Charlotte Moe  (14. januar 1897 i København – 30. maj 1983 i København) var en dansk organist, sanger og komponist.
Efter at have modtaget privatundervisning i klaver og orgel tog Benna Moe i 1915 organisteksamen ved Det Kongelige Danske Musikkonservatorium, men allerede som 12-årig var hun begyndt at komponere. Hun spillede ved festlige lejligheder på sin skole og skrev i 1913 en ouverture til en opførelse af Johanne Luise Heibergs skuespil En søndag på Amager. På et tidspunkt fik hun også sangundervisning.
I sin karriere som musiker og komponist spredte hun sig over flere genrer. Hun arrangerede orgelkoncertturneer både i Danmark og i Sverige, optrådte som sanger i dansk og svensk radio, ledede et orkester i restauranten National-Scala og midt i 1940’erne var hun bosat i den svenske by Mora som stadskomponist og musikpædagog. I 1948-1950 spillede hun på det såkaldte kinoorgel i den københavnske biograf Palladium og i 1950 ledede hun et svensk militærorkester. Hendes sidste større koncertturné fandt sted i Sverige, da hun var 84 år gammel, og hun spillede helt til sin død.

## Musik (ikke komplet)
Benna Moes musik spilles sjælden efter hendes død, men ved kronprins Frederiks bryllup i 2004 blev der i kirken spillet 3 af hendes orgelstykker: Cantilena, Lovprisningshymne (4.sats af Alpesuite) og Hyrdefløjter (2.sats af Alpesuite)
- over 200 sange i en romantisk stil,
- en del musik for kirkeorgel,
- bl.a. Alpesuite (1929)
- en hyldestmarch til kong Gustav 5. af Sverige
- en bryllupsvals til tronfølgeren prinsesse Margrethe af Danmark
- musik til balletten Hybris (1930)
- stor mængde underholdningsmusik i form af marcher, valse, tangoer og foxtrotter.
- en strygekvartet 1934
- kantate til Odd Fellow Logen i Mora
- et passionsspil
- Six Instructive Studies, Opus 6 & 9 (klaver)
- Koncert-Suite (orgel 1971)
- Cantilena (orgel 1972)
- Legend (1980)